# O Jogador (programa de televisão)
O Jogador foi um programa exibido pela RecordTV entre 23 de outubro de 2007 e 23 de agosto de 2008.
Apresentado por Britto Jr. e Ana Hickmann, o programa consistia em perguntas e respostas. Teve duas temporadas.

## História
O Jogador foi criado a partir de um formato comprado pela Rede Record no exterior, para substituir Simple Life - Mudando de Vida, após seu término, na faixa de reality shows da emissora às terças-feiras. O primeiro episódio conseguiu manter uma boa audiência de 10 pontos, próximos dos 11 que Mudando de Vida havia conseguido em seu último episódio, e logo, os dirigentes da emissora comemoraram. Segundo o Portal UOL Televisão, a Record investiu R$ 3 milhões nos 12 episódios de "O Jogador" e espera faturar R$ 2,5 milhões com cada um deles.
Após a segunda temporada de Troca de Família e a quinta de O Aprendiz, em 1 de julho de 2008 estreou a segunda temporada de O Jogador, agora contando com participantes famosos. Sua estreia alcançou índices de audiência superiores a todos os episódios da edição anterior.

## Premissa
O Jogador é um programa de perguntas e respostas onde seis participantes disputam entre si o grande prêmio da noite, equivalente a R$ 50 mil. As perguntas são divididas em 5 rodadas que abordam os mais diversos assuntos. Ao longo das rodadas, a cada resposta certa, os participantes acumulam prêmios em dinheiro. A diferença entre os outros game shows semelhantes é que, assim como definido pelo formato de O Jogador, um participante nunca sabe o quanto o outro ganhou ou que pergunta acertou. Sabe apenas o quanto ele próprio ganhou e as respostas ele acertou e errou. A informação de quem acerta e quem erra e o ranking são exibidos ao longo do jogo apenas para os telespectadores.
Ao término de cada rodada, é dada uma opção aos jogadores, desistir do jogo ou continuar correndo risco de ser eliminado. Para isso, é feita uma contagem regressiva de 10 segundos e, caso deseje desistir, o participante tem que apertar um botão vermelho posicionado à sua frente. Se algum participante desistir, ele recebe como prêmio o valor já arrecadado no jogo e todos os outros continuam na disputa até a próxima contagem regressiva. Se nenhum desistir, o participante que tiver arrecadado a menor quantia de dinheiro é eliminado sem ganhar nada. É preciso ser esperto e rápido, ou mesmo saber "blefar" para influenciar os concorrentes a apertar o botão e continuar no jogo e se tornar o grande jogador da noite. O vencedor do programa, que acumular mais dinheiro ao longo do jogo ou que mais "sobreviver" frente à desistência de seus concorrentes recebe o prêmio de R$ 50 mil. Neste caso, o participante vencedor recebe apenas os R$ 50 mil e não o arrecadado, porém, arrecadando através das perguntas sempre obtêm-se um valor menor que esta quantia.
Antes do início do jogo é feita uma "entrevista", onde cada jogador pode dar informações verdadeiras ou falsas sobre si mesmo. Os telespectadores podem ver quais dos competidores dizem a verdade ou não ao contar suas histórias. Nesta etapa é comum participantes darem informações de que trabalham em funções importantes na sociedade para impressionar os outros ou profissões de menor importância para serem subestimados.
O programa iniciava na faixa das 23h15 e durava cerca de 50 minutos.

## Sumário

### Primeira Temporada
| Show | Data                   | Vencedor          | Segundo Colocado       | Valor Ganho | Desistente (s) |
| ---- | ---------------------- | ----------------- | ---------------------- | ----------- | -------------- |
| 1    | 23 de Outubro de 2007  | Clayton Mortaia   | Celso Alexandre Domene | R$ 0        | 1              |
| 2    | 30 de Outubro de 2007  | Cláudio Wahrsager | Ronaldo Gonçalves      | R$ 18.000   | 2              |
| 3    | 6 de Novembro de 2007  | Ângela            | Gustavo                | R$ 22.250   | 2              |
| 4    | 13 de Novembro de 2007 | Luciano           | Natália                | R$ 14.500   | 3              |
| 5    | 20 de Novembro de 2007 | Gisele            | Marco                  | R$ 0        | 1              |
| 6    | 27 de Novembro de 2007 | Élcio             | Carolina               | R$ 18.250   | 3              |
| 7    | 4 de Dezembro de 2007  | Luciana           | Thiago                 | R$ 0        | 1              |
| 8    | 11 de Dezembro de 2007 | Mauro             | Vera                   | R$ 0        | 1              |
| 9    | 18 de Dezembro de 2007 | Paulo             | Ágatha                 | R$ 16.500   | 3              |
| 10   | 25 de Dezembro de 2007 | Eduardo           | Victor                 | R$ 15.500   | 2              |
| 11   | 1 de Janeiro de 2008   | Mayra             | Guntars                | R$ 9.000    | 2              |

### Segunda Temporada
| Show | Data                 | Vencedor          | Segundo Colocado | Valor Ganho | Desistente (s) |
| ---- | -------------------- | ----------------- | ---------------- | ----------- | -------------- |
| 1    | 1 de Julho de 2008   | Luciana Liviero   | Edu Guedes       | R$ 15.000   | 1              |
| 2    | 3 de Julho de 2008   | Ewerton de Castro | Roger Gobeth     | R$ 12.250   | 3              |
| 3    | 8 de Julho de 2008   | Sidney Magal      | Netinho de Paula | R$ 0        | 2              |
| 4    | 10 de Julho de 2008  | André Mattos      | Thaís Fersoza    | R$ 0        | 2              |
| 5    | 15 de Julho de 2008  | Falcão            | Claudete Troiano | R$ 0        | 1              |
| 6    | 17 de Julho de 2008  | Jonas Bloch       | Nicola Siri      | R$ 15.000   | 2              |
| 7    | 22 de Julho de 2008  | Márcio Antonucci  | Waldirene        | R$ 14.250   | 2              |
| 8    | 24 de Julho de 2008  | Chris Flores      | Gérson de Sousa  | R$ 0        | 1              |
| 9    | 29 de Julho de 2008  | Fafá de Belém     | Leo Jaime        | R$ 13.500   | 2              |
| 10   | 31 de Julho de 2008  | Jussara Freire    | Débora Vilalba   | R$ 0        | 1              |
| 11   | 5 de Agosto de 2008  | Lucas Lima        | Márcio           | R$ 14.500   | 3              |
| 12   | 7 de Agosto de 2008  | Luis Calainho     | Marco Camargo    | R$ 0        | 0              |
| 13   | 12 de Agosto de 2008 | Falcão            | Fafá de Belém    | R$ 0        | 0              |
| 14   | 14 de Agosto de 2008 | Chris Flores      | Luciana Liviero  | R$ 0        | 1              |

## Audiência
- A estreia da segunda temporada de O Jogador, rendeu a Rede Record a liderança na audiência do IBOPE da Grande São Paulo, com uma média de 16 pontos, a melhor performance do programa.[5]
- O segundo episódio da segunda temporada, rendeu a Rede Record a liderança absoluta durante 50 minutos, com 15 pontos de média e pico de 19, derrotando a Rede Globo quanto aos dados referentes à mesma cidade.[5]